# Emil von Reznicek
Emil Nikolaus Joseph Freiherr von Reznicek (Viena, 4 de mayo de 1860 - Berlín, 2 de agosto de 1945) fue un compositor austriaco. 

## Biografía
Estudió derecho en Graz; al mismo tiempo que recibió formación musical (1878-1881) con Wilhelm Mayer y en el Conservatorio de Leipzig bajo la dirección de Carl Reinecke y Salomon Jadassohn. Se convirtió en director musical en los teatros en Graz, Zúrich, Szczecin y Weimar. De 1886 a 1894 fue maestro di capella en Praga y dos años más tarde asumió el papel de Director de Teatro de la Corte de Mannheim.Durante su tiempo en Praga, nació su primogénito, Friedrich ("Fritz"), el 22 de febrero de 1887.
A principios del siglo XX se trasladó a Berlín, donde fue uno de los promotores y fundadores de Oschesterkammerkonzerte y en 1906 obtuvo el nombramiento de profesor en el Conservatorio local. Poco después se trasladó a Varsovia y tras regresar a Berlín trabajó como profesor en la Academia de música. Su hijo, Friedrich, más tarde sirvió como teniente en el ejército austriaco antes de emigrar a los Estados Unidos el 1 de agosto de 1907, adoptando el apellido de su madre "von Marbod." Se casó con Katharina ("Katie") Riese de Dresde y juntos criaron a doce hijos. Fue un buen amigo de Richard Strauss, compositor con quien se compara a veces. El director de orquesta Gordon Wright creó la Reznicek Society en su honor, dedicada a la promoción de compositores poco conocidos. Reznicek inició en composición y orquestación al compositor Frederick Loewe.

## Obra
Entre sus composiciones, se incluyen las obras Satanella, Donna Diana, Eros y Psique, cinco sinfonías, un Réquiem, misas, serenatas y piezas para piano.

### Sinfonías
- Sinfonía n.º 1, "Tragic" en re mayor (Compuesta en 1901)
- Sinfonía n.º 2, "Ironic" en si bemol (Compuesta en 1904)
- Sinfonía n.º 3, "Im alten Stil" en re mayor (Compuesta en 1918)
- Sinfonía n.º 4 en fa menor (Compuesta en 1919)
- Sinfonía n.º 5, "Tanz-Symphonie" (Compuesta en 1924)

### Obras orquestales y vocales
- Hexenszene aus Macbeth (Compuesta en 1877)
- Symphonische Suite en mi mayor (Compuesta en 1883)
- Probszt-Marsch für Militärmusik (Compuesta en 1892)
- Eine Lustspielouvertüre (Compuesta en 1895)
- Symphonische Suite en re mayor (Compuesta en 1896)
- Wie Till Eulenspiegel lebte, Overture (Compuesta en 1900)
- Frühlings-ouvertüre (Compuesta en 1903)
- Nachtstück, para violonchelo y orquesta (Compuesta en 1903)
- Serenata para cuerdas n.º 1 en sol mayor (Compuesta en 1905)
- Orchesterfuge (Compuesta en 1906)
- Introduktion und Valse Caprice, para violín y orquesta (Compuesta en 1906)
- Preludio y fuga (Compuesta en 1912)
- Schlemihl (ein Symphonisches Lebensbild), para tenor y orquesta (Compuesta en 1912)
- Traumspiel-Suite, basada en la música incidental para la obra de teatro de Strindberg (Compuesta en 1915)
- Nach Damaskus III, música incidental para la obra de teatro de Strindberg (Compuesta en 1916)
- Konzertstück, para violín y orquesta (Compuesta en 1918)
- Concierto para violín (Compuesta en 1918)
- Serenade para cuerdas n.º 2 en sol mayor (Compuesta en 1920)
- Thema und Variationen nach Chamissos Tragische Geschichte, para barítono y orquesta (Compuesta en 1921)
- Die wunderliche Geschichte des Kapellmeisters Kreisler, música incidental para la obra de teatro de Meinhard and Bernauer (Compuesta en 1922)
- 'Raskolnikoff, Overture-fantasy n.º 1' (Compuesta en 1925)
- Festouvertüre, "Dem befreiten Köln" (Compuesta en 1926)
- Polizei, música incidental para la obra de teatro de Eulenberg (Compuesta en 1926)
- Symfonische Variationen über das "Kol Nidrei" (Compuesta en 1929)
- Raskolnikoff, Overture-fantasy n.º 2 (Compuesta en 1929)
- Raskolnikoff, Overture-fantasy n.º 3 (Compuesta en 1930)
- Goldpirol-Ouvertüre, "Im deutschen Wald" (Compuesta en 1930)
- Valse Pathétique (Compuesta en 1931)

### Música escénica
- La doncella de Orleans, ópera en tres actos basada en la obra homónima de Friedrich Schiller (Compuesta en 1886)
- Satanella, ópera en 2 actos con libreto de Reznicek (Compuesta en 1887)
- Emerich Fortunat, ópera en 2 actos con libreto de Reznicek (Compuesta en 1888)
- Donna Diana, ópera en 3 actos basada en El desdén con el desdén de Agustín Moreto (Compuesta en 1894, revisada en 1933)
- Till Eulenspiegel, ópera en 2 actos basada en Eulenspiegel Reimensweiss de Johann Fischart (Compuesta en 1900, revisada en 1939)
- Die verlorene Braut, opereta (Compuesta en 1910)
- Die Angst vor der Ehe, opereta basada en Taufstein and Urban (Compuesta en 1913)
- Ritter Blaubart, ópera en 2 actos con libreto de H. Eulenberg (Compuesta en 1917)
- Holofernes, ópera en 2 actos basada en Judith und Holofernes de Friedrich Hebbel (Compuesta en 1922)
- Satuala, ópera en 4 actos con libreto de R. Laukner (Compuesta en 1927)
- Benzin, ópera en 2 actos con libreto de Calderón de la Barca (Compuesta en 1929)
- Spiel oder Ernst?, ópera en 1 acto con libreto de Peter Knudsen (Compuesta en 1930)
- Der Gondoliere des Dogen, ópera en 1 acto con libreto de Peter Knudsen (Compuesta en 1931)
- Das Opfer, ópera en 1 acto con libreto de Peter Knudsen (Compuesta en 1932)
- Das goldene Kalb, ballet (Compuesta en 1935)

### Música de cámara
- Cuarteto de cuerda en do menor (Compuesta en 1882)
- Nachtstück, para piano, violín y violonchelo (Compuesta en 1905)
- Cuarteto de cuerda en do menor (Compuesta en 1906, revisada en 1921)
- Cuarteto de cuerda en re menor (Compuesta en 1922)
- Für unseren Kleinen, para piano, violín y violonchelo  (Compuesta en 1921)
- Kol Nidrey, Vorspiel zu "Holofernes, para piano, violín y violonchelo  (Compuesta en 1926)
- Cuarteto de cuerda en re menor (Compuesta en 1928)
- Cuarteto de cuerda en mi mayor (Compuesta en 1932)
- Walzerlied, para trío de piano (Compuesta en 1932)

### Música para piano
- Die Gedanken des Selbstmörders, para piano (Compuesta en 1880)
- Vier Klavierstücke (Compuesta en 1882)
- Grünnemarsch (Compuesta en 1890)
- Eine Lustspiel-Ouvertüre, reducción para piano a cuatro manos (Compuesta en 1895)
- Zwei Phantasie-Stücke (Compuesta en 1896)
- Traumspiel-Suite, reducción para piano (Compuesta en 1921)
- Ernster Walzer (Compuesta en 1924)
- Valse Pathétique (Compuesta en 1924, orquestada en 1924)
- Vier sinfonische Tänze, reducción para piano de la Sinfonía n.º 5 (Compuesta en 1924)
- Menuett, reducción para piano de la ópera Polizei (Compuesta en 1926)
- Liebeserklärung (Compuesta en 1943)

### Música para órgano
- Präludium und chromatische Fuge en do menor (Compuesta en 1912)
- Präludium und Fuge en do menor (Compuesta en 1918)
- Fantasía "Kommt Menschenkinder, rühmt und priest" (Compuesta en 1930)

## Discografía selecta
- Thema und Variationen über die "Tragische Geschichte" von Adalbert von Chamisso für großes Orchester und Bariton. RSO Stuttgart, Carl Schuricht, (Schuricht-Edition Vol. 14, junto con obras de Richard Strauss, Pfitzner y Reger) (Hänssler).
- Sinfonía n.º 1 en re menor, "Tragic". CPO 777223-2.
- Sinfonía n.º 2 ("Ironische"); y n.º 5 ("Tanz-Symphonie"). Bern Symphony Orchestra, Frank Beermann (CPO 777 056-2).
- Sinfonía n.º 3 en re mayor, Sinfonía n.º 4 in fa menor. 1984-85 (Schwann CD11091).
- Der Sieger (The Victor) for alto and orchestra. Beate Koepp (alto), WDR Symphony Orchestra & Choir (Cologne), Michail Jurowski (CPO 999 898-2).
- Schlemihl, Symphonisches Lebensbild für Tenor & Orchester; Raskolnikoff (Schuld und Sühne), eine Phantasie-Ouvertüre. Nobuaki Yamamasu (tenor), WDR Symphony Orchestra, Michail Jurowski (CPO 999 795-2).
- Donna Diana (ópera, 1894). Max Wittges (bajo), Manuela Uhl (soprano) y otros, Kiel Opera Chorus & Philharmonic Orchestra, Ulrich Windfuhr (CPO 999 991-2).
- Ritter Blaubart (ópera, 1918). David Pittman-Jennings (barítono), Arutjun Kotchinian (tenor) y otros, Rundfunk-Sinfonieorchester Berlin, Michail Jurowski (CPO 999 899-2).
- Cuarteto de cuerda n.º 1 en do sostenido menor. Franz Schubert String Quartet (junto con el Cuarteto de cuerda n.º 1 en la mayor, op. 16 de Korngold) (Nimbus 5506-2).